# Château de Fontaine (Emptinne)
Pour les articles homonymes, voir Château de la Fontaine.
Le château de Fontaine est un château situé en Wallonie dans le village belge d'Emptinne faisant partie de la commune de Hamois.